# 香農 (喬治亞州)
香農（英語：Shannon）是位於美國喬治亞州弗洛伊德縣的一個人口普查指定地區。

## 地理
香農的座標為34°20′37″N 85°10′25″W / 34.34361°N 85.17361°W，而該地最高點為海拔高度212米（即696英尺）。

## 人口
根據2010年美國人口普查的數據，香農的面積為13.00平方千米，當中陸地面積為12.90平方千米，而水域面積為0.10平方千米。當地共有人口1862人，而人口密度為每平方千米143人。